# Skařiny
Skařiny jsou přírodní rezervace jihovýchodně od obce Mikulčice v okrese Hodonín. Důvodem ochrany je starý lužní porost, hnízdiště vzácného ptactva (čápi, dravci aj.). Jde o jedno z mála míst v Česku, kde čápi bílí hnízdí v koloniích. V roce 1960 zde hnízdilo třicet párů, v roce 1984 třináct párů.